# Acahay
Acahay é um distrito do Paraguai, localizado no departamento de Paraguarí.

## Transporte
O município de Acahay  é servido pelas seguintes rodovias:
- Caminho em pavimento ligando a cidade ao município de General Bernardino Caballero
- Caminho em pavimento ligando a cidade de Mbuyapey ao município de Guarambaré  (Departamento Central)
- Caminho em pavimento ligando a cidade ao município de Ñumí (Departamento de Guairá)[1][2][3]